# Plaza de los Artesanos
La Plaza de los Artesanos, ubicado en los predios del Parque Metropolitano Simón Bolívar, específicamente en la Carrera 60 entre las Avenidas Calle 63 y 64 en Bogotá, Colombia, cuenta con un área de 37.000 metros cuadrados para la realización eventos como exhibiciones, conciertos, lanzamientos, seminarios, desfiles como reuniones de índole social. 
Por su dimensión se considera el segundo recinto ferial de Bogotá después de Corferias. Se considera que presenta un diseño arquitectónico flexible lo cual permite la adaptación para distintas índoles de eventos.
Este lugar está conformado por un amplio espacio que recrea las raíces lationamericanas a través de las tradiciones de las plazas y los patios. El centro de Negocios y Exposiciones se convierte en un lugar ideal para la realización de exposiciones, conversando siempre el carácter artesanal del lugar.
Entre los objetivos del lugar, se encuentra contribuir al mejoramiento de las condiciones de grupos artesanales productivos a través de la promoción, exhibición y comercialización de estos. 
Hoy en día el lugar es sede de varias ferias artenasales y eventos de Manofacto el cual agrupa varios centenares de artesanos de diferentes regiones de Colombia. Entre las manufacturas se encuentran productos de cerámicas, madera, vidrio, cuero, textiles, joyería, decoraciones para el hogar, la mesa y cocina, instrumentos musicales autóctonos. Siempre promoviendo la innovación y la alta calidad en los diseños.
Desde 1993, este centro ha sido controlado por Artesanías de Colombia pero a partir del 27 de noviembre del 2009 la Administración Distrital de Bogotá a través del Instituto Distrital de Recreación y Deporte IDRD, que a su vez suscribió un contrato de comodato con la Secretaría de Desarrollo Económico, asumió la administración del recinto, considerado uno de los grandes escenarios de la ciudad. Con la transferencia se busca un apoyo más directo de los pequeños artesanos de Bogotá y así promover el empleo y mejoramiento de las condiciones laborales. Además se espera que el recinto pase un proceso de readecuación por parte de la Alcaldía de Bogotá.